# Dombeya befotakensis
Dombeya befotakensis är en malvaväxtart. Dombeya befotakensis ingår i släktet Dombeya och familjen malvaväxter.

## Underarter
Arten delas in i följande underarter:
- D. b. befotakensis
- D. b. longistyla
- D. b. angustifolia
- D. b. vestita